# بني علاء (الخبت)

تعديل مصدري - تعديل

بني علاء هي إحدى قرى عزلة أذرع بمديرية الخبت التابعة لمحافظة المحويت، بلغ تعداد سكانها 577 نسمة حسب تعداد اليمن لعام 2004.